# Орлов, Александр Яковлевич
Алекса́ндр Я́ковлевич Орло́в (25 марта [6 апреля] 1880, Смоленск — 28 января 1954, Киев) — советский астроном, член-корреспондент АН СССР (1927), академик АН УССР (1939), один из создателей геодинамики.

## Биография
Александр Орлов родился в Смоленске в семье священнослужителя.
В 1894—1898 годах учился в Воронежской классической гимназии. В 1898—1902 — на физико-математическом факультете Петербургского университета. В 1901 и 1906—1907 годах работал в Пулковской обсерватории.
В 1903—1904 годах Александр Орлов слушал лекции в Сорбоннском университете, в 1905 году стажировался в Германии (Гёттинген) и Швеции. В том же году поступил в Астрономическую обсерваторию Юрьевского университета.
В 1910 году Орлов защитил в Петербургском университете магистерскую, а в 1915 — докторскую диссертацию на тему «Результаты наблюдений над лунно-солнечными деформации Земли».
В 1913—1934 годах — работал профессором Одесского университета и директором астрономической обсерватории; в 1926—1934 и 1938—1951 — был директором Полтавской гравиметрической обсерватории.
В 1934—1938 годах работал в Государственном астрономическом институте имени Штернберга, в 1944—1949 и 1951—1952 — был директором Главной астрономической обсерватории АН УССР.
Александр Орлов был женат, у него 6 детей; сын Борис (1906—1963) — пулковский астроном-астрометрист. Внук — чл.-корр. РАН Игорь Неизвестный.
Александр Яковлевич умер и похоронен в Киеве на Лукьяновском кладбище под № 8.

## Научная деятельность
Занимался теоретической астрономией, сейсмометрией, гравиметрией и магнетометрией.
Разработал новые методы гравиметрии, создал гравиметрические карты Украины, Европейской части России, Сибири и Алтая и связал их в единую сеть. Занимался исследованиями годового и свободного движения мгновенной оси вращения Земли, получил наиболее точные данные о движении полюсов Земли. Изучал влияние Луны на уровень моря, скорость и направление ветра.
Активно занимался организационно-научной деятельностью, много сделал для развития астрономии на Украине. Был главным инициатором создания Полтавской гравиметрической обсерватории и Главной астрономической обсерватории АН УССР.

## Звания и награды

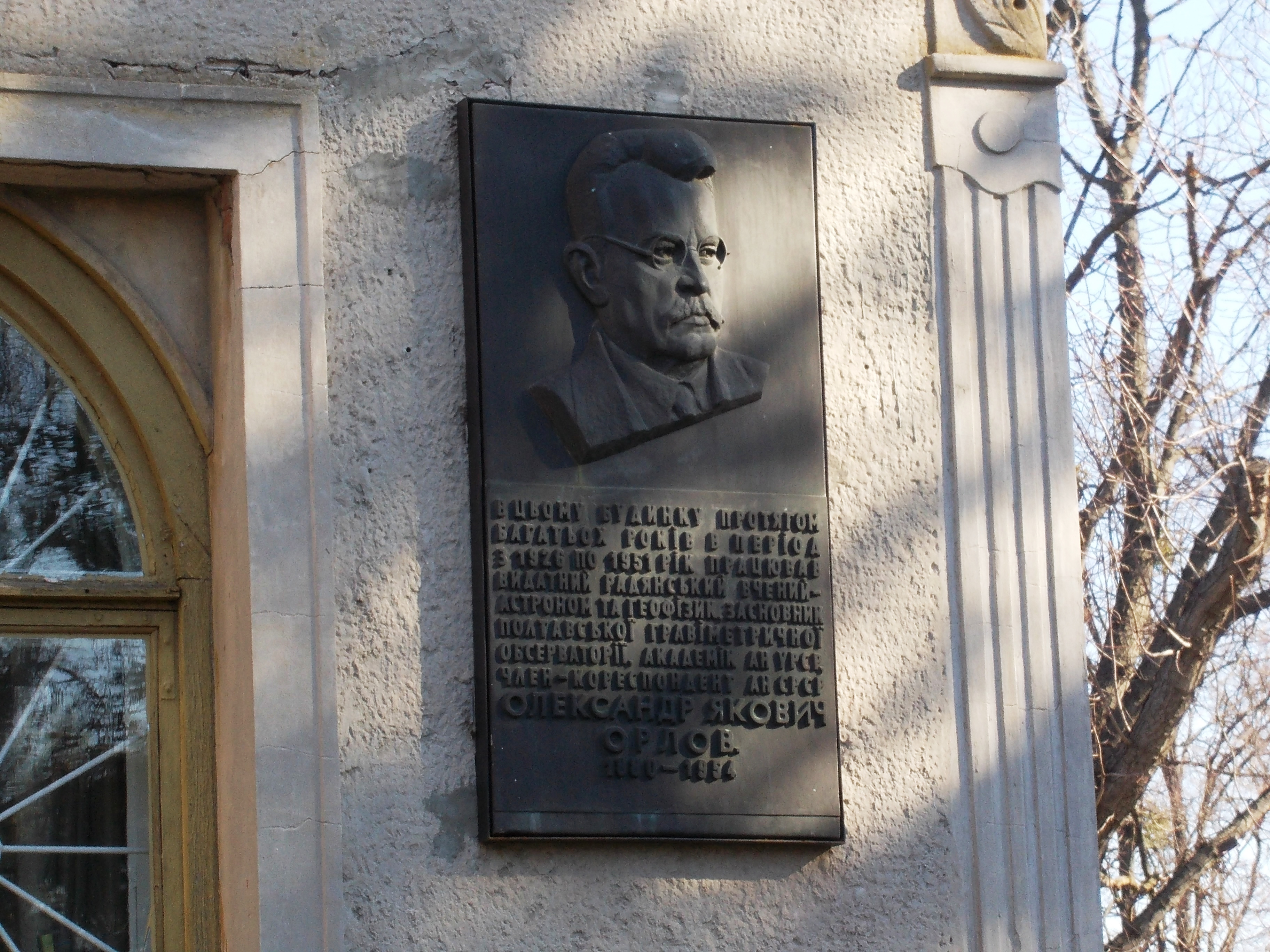
Памятная табличка

- Заслуженный деятель науки УССР (1951)
- Орден Трудового Красного Знамени (2 октября 1944) — за выдающиеся заслуги в области развития советской науки, культуры и техники, за воспитание высококвалифицированных кадров научных работников, в связи с 25-летием со основания Академии Наук УССР
- Орден Ленина

## Память
- В честь астрономов А. Я. и С. В. Орловых названа малая планета 2724 Orlov (первоначальное обозначение — 1978 RZ5) открытая Н. С. Черных 13 сентября 1978 года в Крымской астрофизической обсерватории
- В их же честь назван кратер Орлов на обратной стороне Луны